# Латвія 100
100-річчя Латвійської Республіки (латис. Latvijas valsts simtgade   ), комерціалізований також як Латвія 100 (Latvija 100) - національна подія в Латвії, присвячена 100- річчю країни з часу її заснування в 1918 році. Основні урочистості відбулись 18 листопада 2018 року, а інші пам’ятні заходи відбуватимуться у 2017-2021 роках. Окрім офіційних урочистостей, 18 листопада також є державним святом, і це День проголошення Латвійської Республіки.

## Передумови

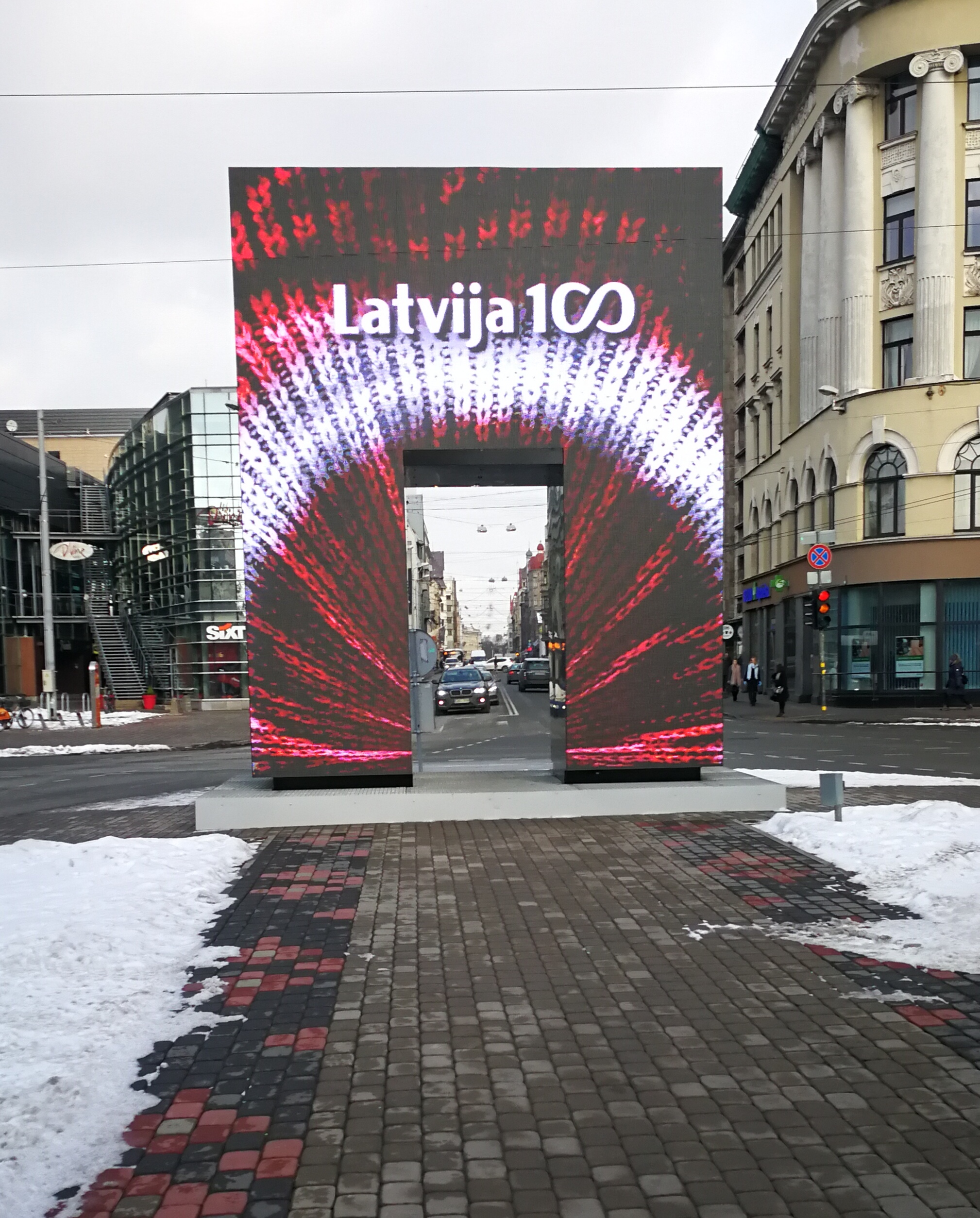
Event logo on a digital screen in Riga

18 листопада 1918 р. Народна рада Латвії, яка була коаліцією конкуруючих латвійських політичних фракцій, проголосила незалежність Латвійського регіону від Російської імперії та створила нову державу - Латвійську Республіку, після саміту, який відбувся всередині Латвійської Республіки. Національний театр ім. Негайно було створено Тимчасовий уряд, першим прем'єр-міністром якого виступив Карліс Улманіс. Через два з половиною тижні розпочалася війна за незалежність Латвії, коли Червона армія та Імперська німецька армія вторглися в країну, до якої згодом приєдналася Західно-російська добровольча армія, щоб мати опору в країнах Балтії. Війна закінчилася перемогою Латвії / Пабалтики в серпні 1920 р. Та підписанням Ризького договору.

## Фокус святкувань за роками
Кожен рік ювілею має ключове слово для визнання подій, що відбулися 100 років тому, які були важливими для заснування країни. 
- 2017 - Рік волі. Вшановує консолідацію руху за незалежність у Латвії.
- 2018 - Рік народження. Відзначає створення Латвії, а також країн Балтії та Центральної та Східної Європи з руїн колишніх імперій.
- 2019 - Рік мужності. Вшановує пам’ять загиблих у війні за незалежність Латвії.
- 2020 - Рік свободи. Вшановує свободу, народження парламентаризму з першими парламентськими виборами та виборами першого президента Латвії.
- 2021 - Рік зростання. Відзначення подій, коли Латвія була міжнародно визнана країною та прийнята до Ліги Націй.

## Події

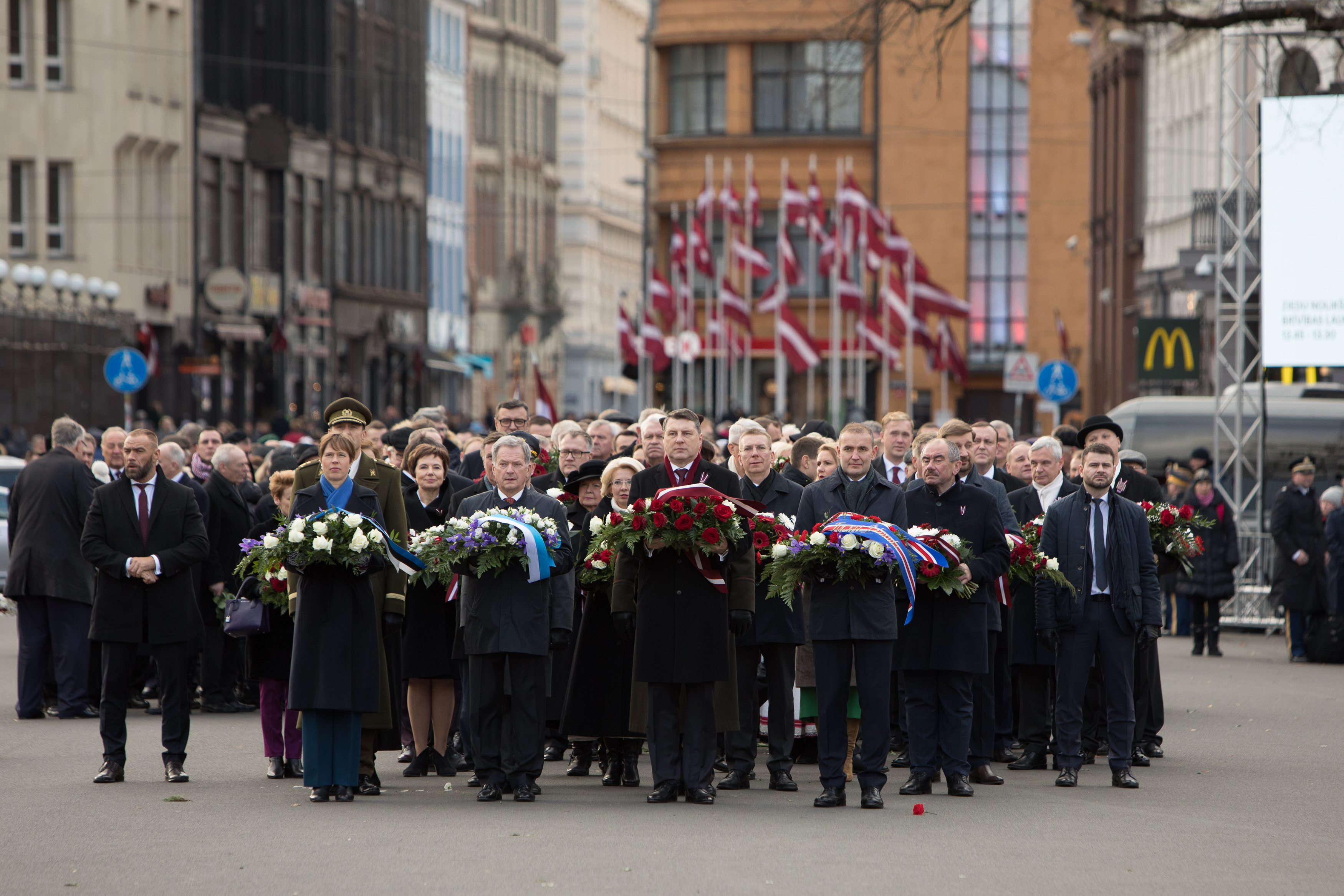
Почесні особи, що покладають вінки до пам'ятника Свободи, 18 листопада 2018 року

Столітній ювілей стане найбільшою подією в історії сучасної Латвії. З травня 2017 року по січень 2021 року в Латвії та в більш ніж 70 країнах планувалось провести понад 800 святкових заходів та свят.  П'ятирічний період включатиме події, що відзначають сторіччя різних етапів шляху Латвії до незалежності, а також досягнення Латвії після досягнення державності. Офіційні урочистості розпочались 4 травня 2017 року, в День відновлення незалежності Латвії, обіймами Латвії (латис. Apskauj Latviju  ) ініціатива, коли громадяни посадили рівно 100 дубів уздовж кордону країни.  
Відповідно до подій, пов’язаних із його фактичним ювілеєм 18 листопада 2018 року, багато високопоставлених державних чиновників, високопоставлених осіб, військових діячів та громадських діячів поклали вінки та квіти до монумента Свободи в столиці. Музичний концерт відбувся у Латвійському національному театрі, де Латвія проголосила суверенітет у 1918 році. У театрі також відбулася спеціальна зустріч Сейму. 

### Військовий парад

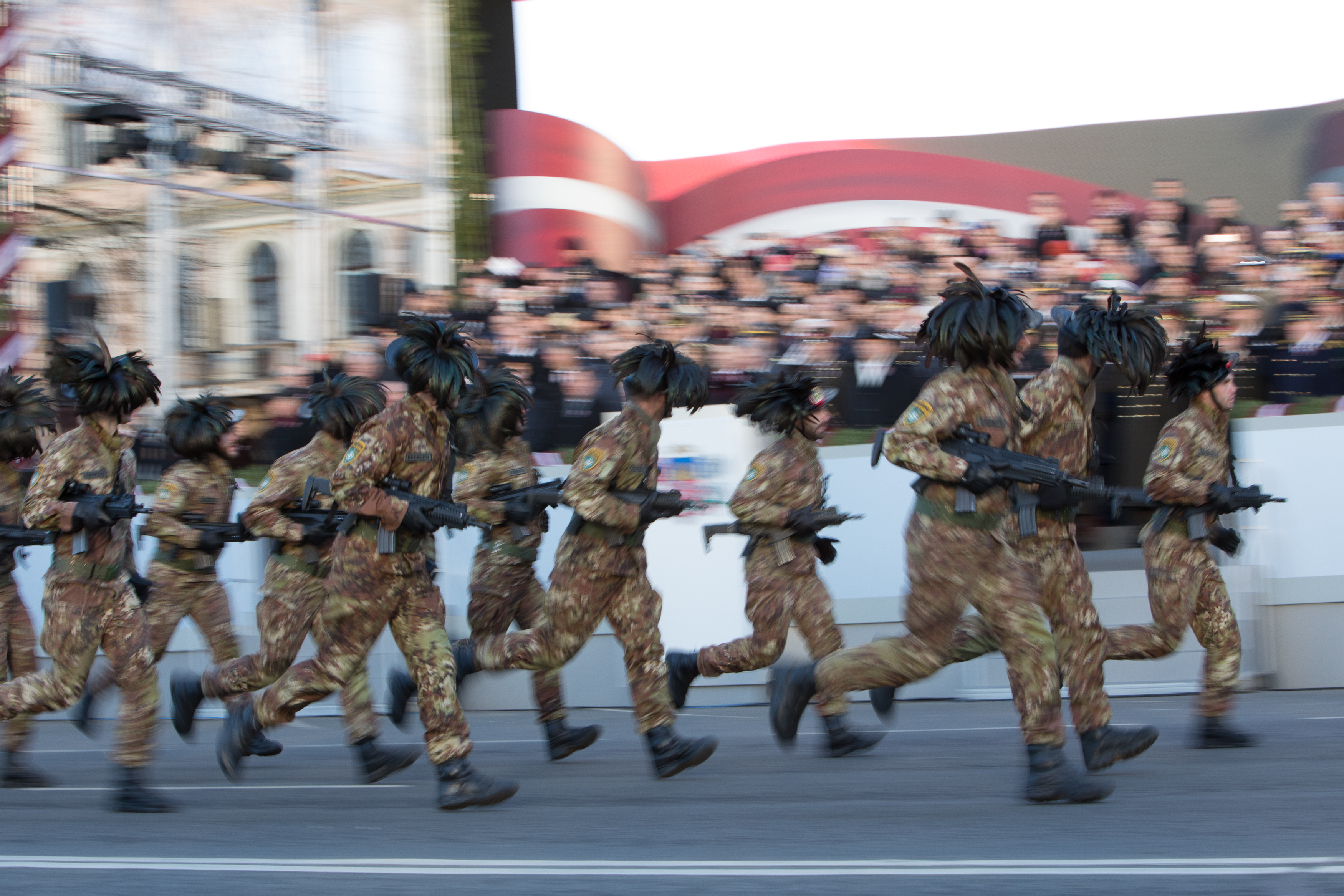
Італієць Берсальєрі марширує на військовому параді.

Щорічний військовий парад вздовж набережної 11 листопада у Ризі, 11 листопада, ознаменував головні події столітньої річниці. Це було найбільше за всю історію, коли в минулому марші брали участь близько 1700 солдатів Латвійських національних збройних сил.  До його складу входив персонал Сухопутних військ, ВМС, Повітряних Сил, Національної гвардії, Прикордонної охорони, Військової поліції, Державної поліції, Державної пожежно-рятувальної служби та військових академій. Парад у чолі з президентом Латвії Вейоніс, начальник Національної Армії оборони Леоніди Калниньш та командувач ВМС Інгус Візуліс.  Президент Естонії Керсті Кальюлайд та начальник збройних сил Ріхо Террас, президент Литви Даля Грибаускайте, президент Фінляндії Саулі Нійністе та президент Ісландії Гудні Тхі. Йоханнессон долучився до участі у військовому параді та урочистостях.
Країнами НАТО та іншими військовими партнерами Латвії, які були представлені на параді, були Італія, Естонія, Литва, Польща, Румунія, Чехія, Фінляндія, Албанія, Хорватія, Нідерланди, Норвегія, Словаччина, Іспанія Словенія, Велика Британія, Данія, Швеція, Німеччина, Канада та США. 

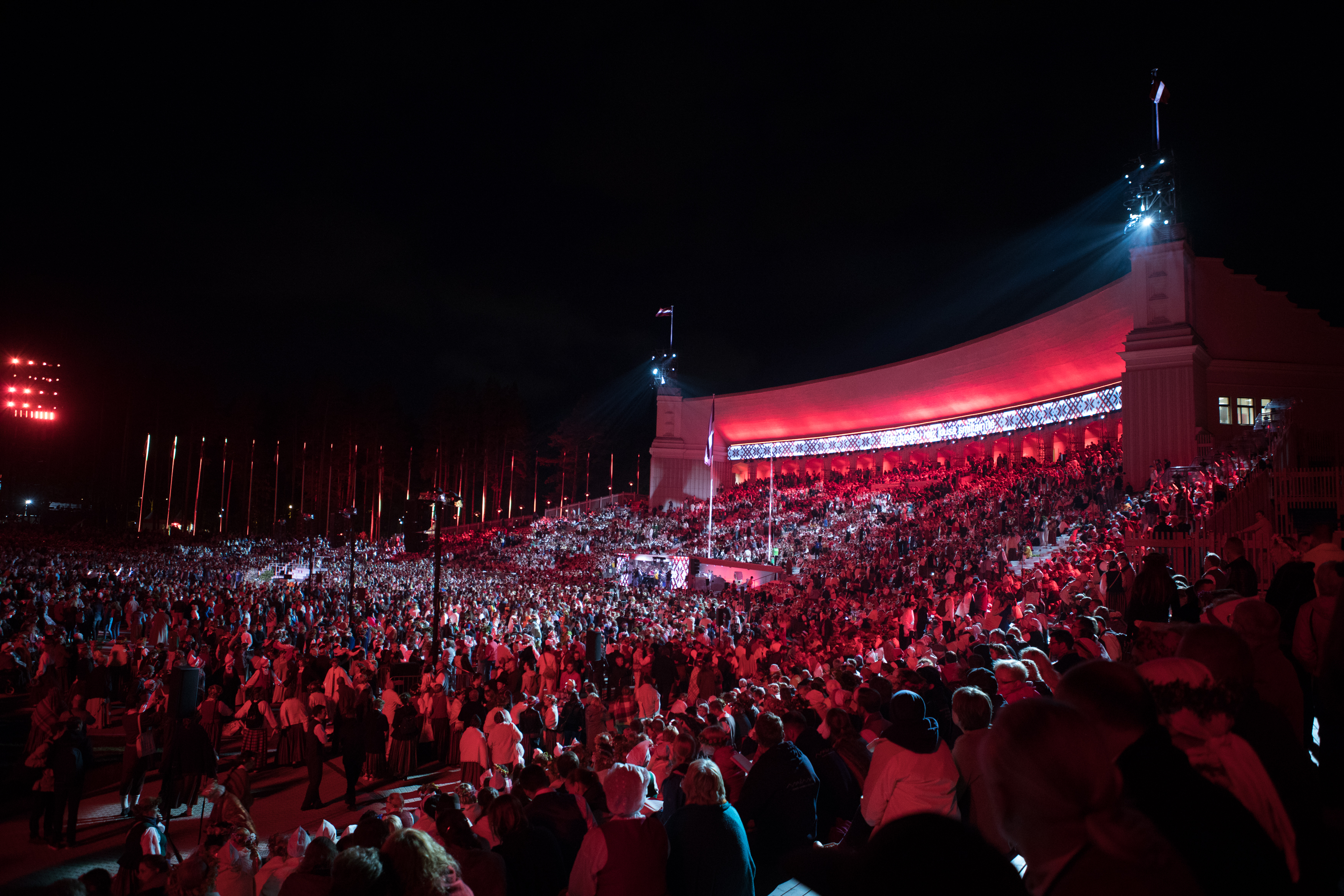
26-й концерт фестивалю пісні і танцю Латвії "На зоряному шляху".

### Латвійський фестиваль пісні та танцю
26- й фестиваль пісні і танцю Латвії на початку липня також торкнувся сторіччя країни та використав елементи дизайну логотипу сторіччя.   

## Дивитися також
- День проголошення Латвійської Республіки
- Державні свята в Латвії
- День Лачплесіса
- 90-річчя Латвійської Республіки
- 100-річчя Естонської Республіки
- 100-річчя Відновленої Литовської держави